# Rakiya Maraoui-Quétier
Rakiya Maraoui-Quétier (geb. Maraoui; * 12. September 1967 in Bni Bataou, Marokko) ist eine ehemalige französische Langstreckenläuferin marokkanischer Herkunft.

## Leben
Bei den Crosslauf-Weltmeisterschaften 1986 kam sie auf den 138. Platz. 1989 gewann sie den Marathon der Spiele der Frankophonie in Casablanca und im Jahr darauf Roma – Ostia. 1990 wurde sie Sechste und 1992 Dritte bei der Maratona d’Italia. Beim Marathon der Leichtathletik-Weltmeisterschaften 1993 in Stuttgart erreichte sie nicht das Ziel.
Ihren Durchbruch hatte sie 1995 mit einem zweiten Platz beim Paris-Marathon und jeweils einem dritten Platz beim Berlin-Marathon und bei den 20 km von Paris. 1996 wurde sie Sechste und 1997 Fünfte beim Lissabon-Halbmarathon.
1998 erhielt sie die französische Staatsangehörigkeit. Für ihre neue Heimat startend kam sie bei den Halbmarathon-Weltmeisterschaften in Uster auf den 17. Platz. Beim New-York-City-Marathon wurde sie Neunte. 
1999 gewann sie den Haarlem-Halbmarathon und wurde als Gesamtdritte beim Reims-Marathon Französische Meisterin. Bei den Crosslauf-Europameisterschaften in Velenje wurde sie Sechste und gewann mit dem französischen Team Gold. Bei den Crosslauf-WM 2000 in Vilamoura belegte sie auf der Kurzstrecke den 23. Platz und holte mit der Mannschaft Bronze. Zum Jahreswechsel siegte sie bei der Corrida de Houilles. 2001 wurde sie beim Langstreckenrennen der Crosslauf-WM in Ostende Elfte und gewann erneut Mannschaftsbronze.
2003 wurde sie Dritte beim Paris-Halbmarathon, Fünfte beim Paris-Marathon und kam beim Marathon der Leichtathletik-WM in Paris/Saint-Denis auf Rang 21. Beim Marathon der Olympischen Spiele 2004 in Athen gab sie auf.
Zweimal wurde sie Französische Meisterin im Crosslauf (2000, 2001) und je einmal über 10.000 m (2000), im 10-km-Straßenlauf (2004) und im Marathon (1999).

## Bestzeiten
- 5000 m: 15:46,30 min, 5. Juni 1999, Marseille
- 10.000 m: 31:56,1 min, 27. Juni 2000, Straßburg
- 10-km-Straßenlauf: 32:52 min, 23. März 2003, La Courneuve
- 15-km-Straßenlauf: 50:46 min, 28. April 1996, La Courneuve (marokkanischer Rekord)
- 20-km-Straßenlauf: 1:07:42 h, 15. Oktober 1995, Paris (marokkanischer Rekord)
- Halbmarathon: 1:09:29 h, 10. März 1996, Lissabon
- Marathon: 2:28:17 h, 24. September 1995, Berlin